# World League Basketball (jeu vidéo, 1992)
World League Basketball (NCAA Basketball en Amérique du Nord, Super Dunk Shot au Japon) est un jeu vidéo de basket-ball sorti en 1992 sur Super Nintendo. Le jeu a été développé par Sculptured Software.

## Système de jeu
Contrairement à la version américaine du jeu qui utilise la licence officielle de la NCAA, l'édition européenne du jeu utilise des équipes fictives aux noms des principales villes du monde, réparties en six zones géographiques avec dix clubs chacun.

## Équipes présentes (version européenne)
| Amérique du Nord - Seattle - Portland - Los Angeles - Dallas - Chicago - New York - Miami - Boston - San Juan (Porto Rico) - La Havane Amérique du Sud - Rio de Janeiro - Brasília - Bogota - Caracas - Lima - Buenos Aires - La Paz - Sao Paulo - Quito - Montevideo | Europe de l'Est - Istanbul - Budapest - Saint-Petersbourg - Riga - Vilnius - Tallinn - Varsovie - Kiev - Bucarest - Moscou Europe du Nord - Londres - Bruxelles - Amsterdam - Oslo - Stockholm - Helsinki - Copenhague - Berlin - Francfort - Munich | Europe du Sud - Lisbonne - Paris - Rome - Milan - Venise - Athènes - Belgrade - Barcelone - Zagreb - Madrid Asie, Afrique, Océanie - Le Caire - Nairobi - Bombay - Tokyo - Pékin - Séoul - Bahrain - Sydney - Melbourne - Auckland |